# Chiesa di San Giorgio Martire (Revine Lago)
La chiesa di San Giorgio Martire è la parrocchiale di Lago, frazione del comune sparso di Revine Lago, in provincia di Treviso e diocesi di Vittorio Veneto; fa parte della forania della Vallata.

## Storia
In origine la cappella di San Giorgio di Lago, di cui è ignoto l'anno di fondazione, dipendeva dalla pieve di Santa Maria di Tarzo.
Nel 1599 questa chiesa venne eretta a curaziale e le fu concesso un sacerdote residente in loco, che per consuetudine veniva nominato dai laghesi.
Alla fine del XIX secolo essa si rivelò insufficiente a soddisfare le esigenze dei fedeli; tra le due proposte di ampliarla con una spesa di circa 40000 Lire come preventivato dall'ingegnere Francesco Fabris o di sostituirla con una di maggiori dimensioni, si scelse questa seconda.
La prima pietra della nuova chiesa fu posta nel 1897; l'edificio, disegnato da Lorenzo Armellin e posto a circa centosettanta metri dal precedente luogo di culto, venne consacrato il 18 marzo 1923 dal vescovo di Ceneda Eugenio Beccegato ed elevato alla dignità parrocchiale il medesimo giorno.

## Descrizione

### Esterno
La facciata della chiesa, rivolta a mezzogiorno, presenta centralmente un corpo più avanzato, caratterizzato dal portale d'ingresso, sormontato da una lunetta ospitante un rilievo con soggetto San Giorgio che sconfigge il drago eseguito nel 1911 da Paolo Possamai, e dal rosone e coronato dal timpano di forma semicircolare, mentre sulle due ali laterali, più arretrate, si aprono altrettante finestre a tutto sesto.
Il campanile si erge accanto all'antica parrocchiale, sconsacrata in seguito all'apertura di quella novecentesca; la cella è coronata da una merlatura.

### Interno
L'interno dell'edificio si compone di un'unica navata, sulla quale si affacciano le cappelle laterali e le cui pareti sono scandite da lesene sorreggenti il cornicione sopra il quale si imposta la volta; al termine dell'aula si sviluppa il presbiterio, rialzato di cinque gradini, delimitato da balaustre, coperto da volta a crociera e chiuso dall'abside semicircolare.
Qui sono conservate diverse opere di pregio, tra le quali la pala con soggetto la Madonna col Bambino in trono tra alcuni santi, eseguita da Francesco da Milano nel XVI secolo, le due tele settecentesche raffiguranti rispettivamente la Madonna del Rosario con San Domenico e i Santi Augusta e Osvaldo, realizzate da Egidio Dall'Oglio, e la pala ritraente la Madonna col Bambino assieme ai Santi Andrea Apostolo e Giovanni Battista, dipinta da Francesco Beccaruzzi.